# Mode 7

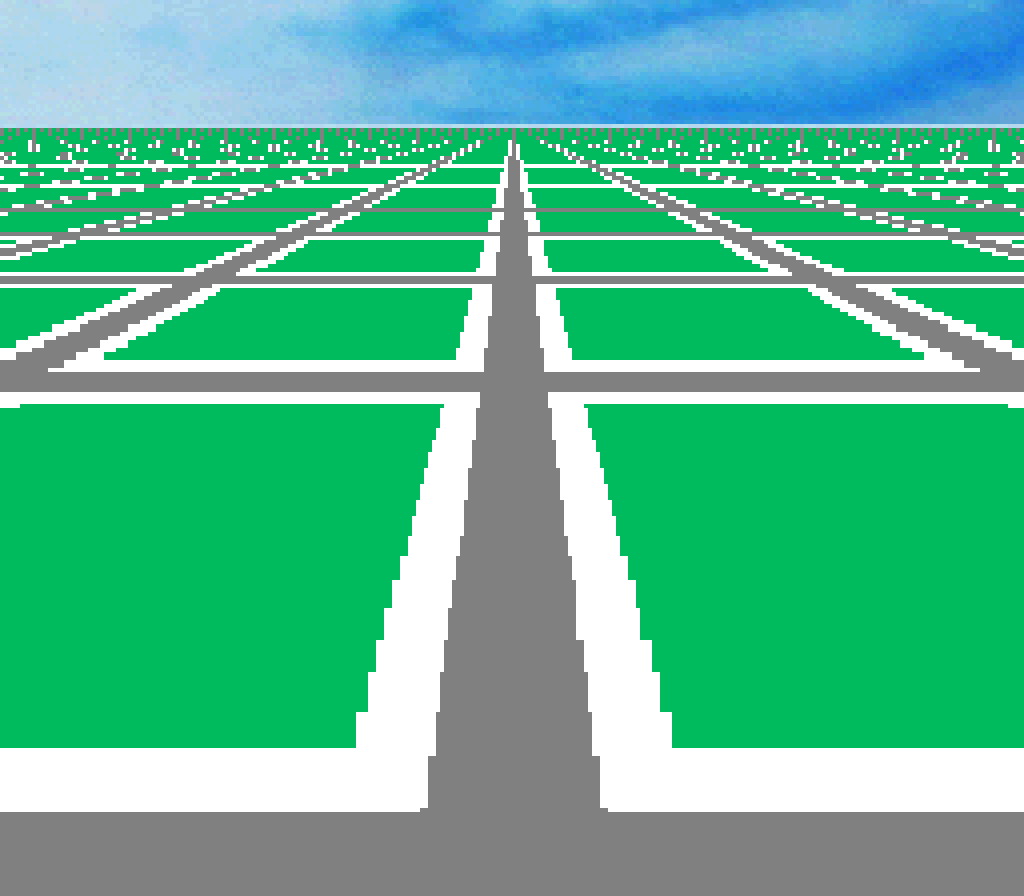
Exemplo de aplicação do Mode 7.

O termo Mode 7 originou-se no Super Nintendo Entertainment System, no qual descreve um simples modo gráfico de mapeamento de textura que permite que uma camada de background seja rotacionada e distorcida. Ao modificar a escala e posionamento da camada, um simples efeito de perspectiva pode ser aplicado, transformando a camada num plano de textura horizontal bidimensional que "troca" a altura pela profundidade. Assim, consegue-se uma impressão de gráficos tri-dimensionais.

## Uso
O estilo de renderização Mode 7 é geralmente usado em sistemas com capacidades pesadas de 2D mas sem suporte dedicado a 3D. Jogos clássicos que usam o Mode 7 incluem os títulos para Super NES: F-Zero, Super Mario Kart, Terranigma, Pilotwings, Yoshi's Safari, Super Castlevania IV, Secret of Mana, Final Fantasy IV, Final Fantasy V, Final Fantasy VI, Super Mario RPG: Legend of the Seven Stars, Super Mario World, Super Star Wars, Chrono Trigger, ActRaiser e 7th Saga. Posteriormente o efeito foi também reusado em remakes de muitos destes jogos para Game Boy Advance.